# Milano-Torino 1998
La Milano-Torino 1998, ottantatreesima edizione della corsa, fu disputata il 14 ottobre 1998, per un percorso totale di 198 km. Venne vinta dallo svizzero Niki Aebersold giunto al traguardo con il tempo di 4h50'12" alla media di 40,937 km/h.
Alla partenza 186 ciclisti, 153 di essi portarono a termine la gara.

## Ordine d'arrivo (Top 10)
| Pos. | Corridore        | Squadra       | Tempo    |
| ---- | ---------------- | ------------- | -------- |
| 1    | Niki Aebersold   | Post Swiss    | 4h50'12" |
| 2    | Oscar Camenzind  | Mapei-Bricobi | s.t.     |
| 3    | Marco Serpellini | Brescialat    | s.t.     |
| 4    | Emmanuel Magnien | F. des Jeux   | s.t.     |
| 5    | Markus Zberg     | Post Swiss    | s.t.     |
| 6    | Davide Rebellin  | Team Polti    | s.t.     |
| 7    | Mirko Celestino  | Team Polti    | s.t.     |
| 8    | Felice Puttini   | Ros Mary      | s.t.     |
| 9    | Andrea Tafi      | Mapei-Bricobi | s.t.     |
| 10   | Richard Virenque | Festina       | s.t.     |